# Low-k
Low-k (от англ.: «низкое {\displaystyle k}») — общее наименование используемых в электронике диэлектрических материалов со статической диэлектрической проницаемостью ниже, чем у стандартного изолятора − диоксида кремния SiO2 (3,9), а также технологии производства полупроводниковых интегральных схем (ИС) с такими материалами. Также используется название «низкопроницаемый диэлектрик».
Название «low-k» происходит от принятого в данной сфере обозначения проницаемости буквой {\displaystyle \kappa } (каппа), которая из-за не всеобщей распространённости греческих шрифтов заменилась латинской {\displaystyle k}. Произношение: «лоу-кэй», но нередко произносят «лоу-ка». Традиционно для этого параметра используется символ {\displaystyle \varepsilon } (эпсилон), однако термин «low-{\displaystyle \varepsilon }» не прижился. Также существует понятие high-k, с противоположным смыслом.
Диэлектрики с низкой диэлектрической проницаемостью важны для современных ИС, поскольку их использование серьёзно улучшает быстродействие схем, особенно в плане задержек в межкомпонентных соединениях. Задержки определяются величиной {\displaystyle \tau \sim RC}, где {\displaystyle R} — сопротивление, а {\displaystyle C} — электрическая ёмкость рассматриваемой области. При любой геометрии последней величина {\displaystyle C} пропорциональна {\displaystyle \kappa }, а значит, снижая {\displaystyle \kappa }, можно добиться уменьшения {\displaystyle \tau }. 
В отличие от high-k, где {\displaystyle \kappa } может достигать нескольких десятков, диапазон возможного уменьшения {\displaystyle \kappa } невелик (гипотетически от 3,9 до проницаемости вакуума равной 1; на практике получаются значения 2,5 — 3,5), но и это весьма существенно. 
К материалам класса low-k относятся специальные стёкла с частичным замещением атомов кислорода атомами фтора (фторсиликатные стёкла, англ. fluorosilicate glass, FSG) или органическими радикалами (органосиликатные стёкла, англ. organosilicate glass, OSG). Кроме того, используются разные варианты пористых диэлектриков, в них, благодаря наличию пор, происходит как бы эффективное усреднение проницаемостей собственно материала и пустот (проницаемость последних близка к единице).
Активные исследования low-k материалов ведутся с 1990-х годов, их значимость нарастает по мере скейлинга основного элемента ИС — полевого транзистора с изолированным затвором. Внедрение подобных материалов в практику вносит вклад в дальнейшую миниатюризацию таких элементов, позволяющую наращивать степень их интерграции в соответствии с законом Мура.